# G Girls
G Girls a fost o trupă de fete din România, creată de al lui casă de discuri Global Records. La început, trupa a fost compusă de Inna, Antonia, Loredana Ciobotaru (Lori) și Alexandra Stan; acesta din urmă a părăsit trupa și a fost înlocuită de Lariss. Trupa a obținut succes comercial cu primul lor single "Call the Police" (2016), care a atins numărul șase în Polonia.

## Istorie
G Girls a fost creată în România în 2016 ca proiect a casei de discuri Global Records. La început, trupa a fost compusă de Inna, Antonia, Loredana Ciobotaru (Lori) și Alexandra Stan. Împreună au lansat primul lor single "Call the Police". Cântec a fost un succes comercial; a ajuns pe numărul 64 în Airplay 100 românesc și numărul șase în Polonia. Trupa a lansat al doilea single "Milk & Honey" pe 3 martie 2017. Totuși, Stan a fost înlocuită de cântăreața Lariss. Cântec a ajuns la numărul 67 în țara sa natală.

## Discografie
| Titlu                                                                          | An   | Poziționarea listei | Poziționarea listei | Poziționarea listei |
| Titlu                                                                          | An   | ROM                 | POL                 | POL Dance           |
| ------------------------------------------------------------------------------ | ---- | ------------------- | ------------------- | ------------------- |
| "Call the Police"                                                              | 2016 | 64                  | 6                   | 5                   |
| "Milk & Honey"                                                                 | 2017 | 67                  | —                   | —                   |
| "—" denotă un single care nu s-a clasat sau nu a fost lansat în acel teritoriu |      |                     |                     |                     |